# Mircea Bornescu
Mircea Alexandru Bornescu (* 3. Mai 1980 in Bukarest) ist ein rumänischer ehemaliger Fußballspieler. Der Torwart stand zuletzt beim FC Voluntari unter Vertrag.

## Karriere
Die Karriere von Mircea Bornescu begann im Jahr 1999 bei Juventus Colentina Bukarest in der Divizia B (heute Liga II). Dort wurde er bereits in seiner ersten Spielzeit zum Stammtorwart. Nach einem Jahr verließ er den Klub und schloss sich dem Ligakonkurrenten Apulum Alba Iulia an. Nach zwei Jahren wechselte er zu FC Extensiv Craiova, das ebenfalls in der Divizia B spielte. Auch hier war Bornescu Stammspieler, fiel aber nicht nur durch das Verhindern von Toren, sondern auch als Torschütze auf. In der Saison 2004/05 kam er auf sechs Treffer.
Im Sommer 2005 wechselte Bornescu innerhalb der Liga zum gerade aus der Divizia A (heute Liga 1) abgestiegenen Team von Universitatea Craiova. Er bestritt den Großteil der Spiele und half auf diese Weise mit, bereits in seiner ersten Spielzeit ins Oberhaus zurückzukehren. Bornescu konnte sich dort mit Uni Craiova dreimal den Klassenerhalt sichern. Im Sommer 2009 verließ er den Klub und unterschrieb beim Ligakonkurrenten Rapid Bukarest. In der Saison 2010/11 konnte er sich mit seinem Verein für die Europa League qualifizieren. Im Sommer 2011 verließ er den Klub nach Griechenland zu AO Kavala. Nachdem seinem neuen Klub die Zulassung zur Super League verwehrt worden war, kehrte er nach Rumänien zurück, wo er sich zunächst Aufsteiger Petrolul Ploiești, in der Winterpause aber Ligakonkurrent Universitatea Cluj anschloss. Im Sommer 2012 kehrte er nach Ploiești und gewann mit dem Pokalsieg 2013 seinen ersten Titel. In der Saison 2013/14 war er nur noch die Nummer zwei zwischen den Pfosten hinter Peçanha.
Im Sommer 2014 kehrte er zu Rapid Bukarest zurück. Dort war zunächst die Nummer eins im Tor, wurde am neunten Spieltag aber von Virgil Drăghia abgelöst. Bornescu eroberte seinen Stammplatz am 13. Spieltag zurück. Nachdem in der Winterpause Miloš Buchta verpflichtet worden war, kam Bornescu in der Rückrunde 2014/15 nur noch einmal zum Einsatz und konnte den Abstieg seinen Vereins somit nicht verhindern. In der Folge war er ein halbes Jahr ohne Verein, ehe ihn Erstligist FC Voluntari Anfang 2016 unter Vertrag nahm. Dort fungierte er zunächst als Stellvertreter von Nicolae Calancea, löste diesen gegen Saisonende ab und sicherte sich mit seiner Mannschaft in der Relegation den Klassenverbleib. Die Spielzeit 2016/17 begann er als Stammkraft, musste dann aber Dragoș Balauru den Vortritt lassen. Im Dezember 2016 kehrte er ins Team zurück. Nach der Winterpause musste er wieder auf der Bank Platz nehmen. 2017 beendete er dann seine aktive Karriere.

### Nationalmannschaft
Bornescu bestritt zwar kein Länderspiel für die rumänische Fußballnationalmannschaft, gehörte aber zum erweiterten Kader. Zuletzt stand er im August 2012 im Aufgebot von Trainer Victor Pițurcă für zwei Freundschaftsspiele, kam aber nicht zum Zuge.

## Erfolge
- Rumänischer Pokalsieger: 2013, 2017
- Aufstieg in die Liga 1: 2005